# بژوزووکا (استان اشوی‌داشکسیه)
بژوزووکا (به لهستانی: Brzozówka) یک منطقهٔ مسکونی در لهستان است که در گمینا توچنپه واقع شده‌است. بژوزووکا ۹۰ نفر جمعیت دارد.